# 沙壩頭
沙壩頭（印尼語：Jawai Laut）是印度尼西亞西加里曼丹省三發縣南假獅鎮所轄的9個村之一，位於南假獅鎮西部，東接大橋村，南鄰日落亞依村，西瀕納土納海，北鄰假獅鎮二條港村。